# Apotek Produktion & Laboratorier
Apotek Produktion & Laboratorier AB (APL) är ett svenskt läkemedelsföretag som tillverkar extemporeläkemedel och apoteksprodukter. APL är också verksam inom Life Science som kontraktstillverkare av läkemedel.

## Historia och bakgrund
I Sverige har läkemedel tillverkats på apotek sedan 1500-talet. År 1971 förstatligades apoteksbranschen och Apoteksbolaget AB fick monopol över marknaden. Apotek Produktion och Laboratorier (APL) ingick som en enhet i Apoteksbolaget. APL:s uppdrag var att förse förskrivare med extemporeläkemedel, specialtillverkade läkemedel för individanpassad behandling. APL har under de senaste 30 åren även erbjudit CMO tjänster till life science industrin som en kontraktstillverkare.
År 2008 blev APL ett helägt dotterbolag till Apoteket AB. I juli 2009 omreglerades apoteksmarknaden för att få in fler aktörer på den svenska apoteksmarknaden. En konsekvens av omregleringen var att den som drev apoteksverksamhet inte samtidigt fick vara läkemedelstillverkare. Därför frikopplades APL den 30 juni 2010 från Apoteket AB.

## Organisation
APL är ett fristående bolag ägt av Svenska staten. Ordförande för APL:s styrelse är Johan Assarsson och VD är Erik Haeffler. APL hade 2021 532 medarbetare på sina fyra anläggningar i Stockholm, Göteborg, Umeå och Malmö.

## Verksamhetsområden
APL har två affärsområden: Vård och Apotek och Life Science
Inom affärsområdet Vård och Apotek ryms kärnan i APL:s verksamhet, extemporetillverkning.  APL har sörjt för tillverkningen av dessa specialtillverkade läkemedel i över 40 år. Den 1 juni 2010 trädde lagen om extemporeapotek, i kraft. Lagen ger läkemedelstillverkare möjlighet att producera och sälja extemporeläkemedel efter godkännande från Läkemedelsverket. I april 2011 fick APL tillstånd att fortsätta sin extemporeverksamhet i egenskap av extemporeapotek och levererar idag extemporeläkemedel till alla apotek i Sverige.APL samarbetar med samtliga öppenvårdsapotek. APL:s uppdrag för apoteken kan avse allt från tillverkning av extemporeläkemedel, medicintekniska produkter och handelsvaror till kvalitetsgranskning och kalibrering av termometrar.  APL tillverkar och saluför även salvor, oljor och en rad andra handelsvaror under eget varumärke.  APL tillverkade under många år senap, vilket har sin förklaring i att senap historiskt sett framställdes av apotekare i apotekslaboratorier.
Inom affärsområdet Life Science erbjuder APL analystjänster, utveckling och tillverkning av kliniskt prövningsmaterial och kontraktstillverkning av registrerade läkemedel. APL arbetar med över 100 biotech- och läkemedelsföretag från i huvudsak Europa och är medlem i flera branschorganisationer, bland annat SwedenBIO.     

## Miljö, arbetsmiljö och socialt ansvarstagande
APL arbetar med förbättringar av sina arbetsprocesser för att på så vis minska miljöpåverkan. Arbetet sker inom ramen för Lean och är nära kopplat till företagets hållbarhetsprogram. APL arbetar även för att kontinuerligt utveckla arbetsmiljön för medarbetarna. Samtliga fyra anläggningarna är arbetsmiljöcertifierade och medarbetarundersökningar genomförs regelbundet för att identifiera utvecklings- och förbättringsområden. APL:s CSR-krav gäller inte bara den egna verksamheten utan APL arbetar även för att stärka socialt ansvarstagande i alla led i leverantörskedjan.